# Wachstumsfaktor (Protein)
Als Wachstumsfaktoren werden in der Zellbiologie Proteine bezeichnet, die als Signale von einer Zelle auf eine zweite übertragen werden und damit Informationen weiterleiten. Sie regeln auch verschiedenste intrazelluläre Prozesse in ihrer Funktion als „Signal-Proteine“ und spielen insbesondere eine Rolle bei der Entwicklung von mehrzelligen Organismen. Die Signalübermittlung erfolgt in der Regel über eine Bindung des Wachstumsfaktors an einen spezifischen Rezeptor in der Zellmembran.

## Familien von Wachstumsfaktoren
Es gibt sechs große Familien von Wachstumsfaktoren:
- FGF-Familie (Fibroblast Growth Factor)
- TGF-Familie (Transforming growth factor)
- Hedgehog
- Wingless
- Delta und Serrate
- Ephrine

Wachstumsfaktoren werden entweder sezerniert, also von Zellen in die Umgebung abgegeben, oder sie sind membranständig. Sie wirken, indem sie von einem Rezeptor auf der Oberfläche der Zielzelle erkannt werden. Nur Zellen, die den spezifischen Rezeptor für den jeweiligen Wachstumsfaktor (den Ligand) tragen, können auf das Signal reagieren. Dieser Rezeptor erzeugt bei Bindung an seinen Liganden durch Konformationsänderung im Inneren der Zelle ein Signal, das über weitere Signalübertragungen zur Aktivierung oder Abschaltung von Genen führt. Ein typisches Beispiel für die Wirkungsweise von Wachstumsfaktoren ist die Angiogenese.

## Wachstumsfaktoren mit unterschiedlichen Signalinduktionen
Eine Vielzahl von Wachstumsfaktoren mit unterschiedlichen Signalinduktionen sind heute bekannt. Beispiele sind:
- Fibroblast growth factor (FGF)
- Transforming growth factor (TGF)
- Platelet Derived Growth Factor (PDGF)
- Epidermaler Wachstumsfaktor (Epidermal Growth Factor, EGF)
- Granulocyte-Macrophage Colony Stimulating Factor (GMCSF)
- Vascular Endothelial Growth Factor (VEGF)
- Insulinähnliche Wachstumsfaktoren (Insulin-like Growth Factors, IGF)
- Hepatocyte Growth Factor (HGF)
- Interleukin-1B, -8 (IL-1B, IL-8)
- Nervenwachstumsfaktor (Nerve Growth Factor, NGF)
- Hämatopoetische Wachstumsfaktoren: Erythropoetin und koloniestimulierende Faktoren wie G-CSF

## Hämatopoetische Wachstumsfaktoren
Hämatopoetische Wachstumsfaktoren wie Erythropoetin oder der Granulozyten-koloniestimulierende Faktor (G-CSF) sind Glykoprotein-Hormone, die die Proliferation und Differenzierung der hämatopoetischen Vorläuferzellen und die Funktion der reifen Blutzellen regulieren.